# Les Adrets-de-l'Estérel
Les Adrets-de-l'Estérel is een gemeente in het Franse departement Var (regio Provence-Alpes-Côte d'Azur) en telt 2558 inwoners (2005). De plaats maakt deel uit van het arrondissement Draguignan.

## Geografie
De oppervlakte van Les Adrets-de-l'Estérel bedraagt 22,3 km², de bevolkingsdichtheid is 114,7 inwoners per km².
De onderstaande kaart toont de ligging van Les Adrets-de-l'Estérel met de belangrijkste infrastructuur en aangrenzende gemeenten.

## Demografie
Onderstaande figuur toont het verloop van het inwonertal (bron: INSEE-tellingen).